# Total Devastation: The Best of Busta Rhymes
Albums de Busta Rhymes
Anarchy
(2000) Genesis
(2001)
Total Devastation: The Best of Busta Rhymes est la première compilation du rappeur américain Busta Rhymes. Elle comprend des musiques de ses quatre premiers albums solos, tous certifiés de platine. Sont aussi incluses deux chansons issues de l'album A Future Without a Past avec son groupe Leaders of the New School. L'agencement des pistes suit un ordre chronologique de publication des albums. La compilation sous cette forme est une exclusivité américaine.

## Pistes

### Total Devastation[2]
| No  | Titre                                               | Présent sur                                   | Durée |
| --- | --------------------------------------------------- | --------------------------------------------- | ----- |
| 1.  | Case of the P.T.A. (Avec Leaders of the New School) | A Future Without a Past...                    | 3:42  |
| 2.  | Sobb Story (Avec Leaders of the New School)         | A Future Without a Past...                    | 4:52  |
| 3.  | Woo Hah!! Got You All in Check                      | The Coming                                    | 4:31  |
| 4.  | Everything Remains Raw                              | The Coming                                    | 3:40  |
| 5.  | Do My Thing                                         | The Coming                                    | 3:39  |
| 6.  | It's a Party (Avec Zhané)                           | The Coming                                    | 4:37  |
| 7.  | Put Your Hands Where My Eyes Could See (Avec Jamal) | When Disaster Strikes                         | 3:15  |
| 8.  | One (Avec Erykah Badu)                              | When Disaster Strikes                         | 4:24  |
| 9.  | Turn It Up (Remix)/Fire It Up                       | When Disaster Strikes                         | 3:57  |
| 10. | Dangerous                                           | When Disaster Strikes                         | 3:37  |
| 11. | Rhymes Galore                                       | When Disaster Strikes                         | 2:34  |
| 12. | Do the Bus a Bus (Original Remix)                   | Extinction Level Event: The Final World Front | 3:28  |
| 13. | What's It Gonna Be?! (Avec Janet Jackson)           | Extinction Level Event: The Final World Front | 5:25  |
| 14. | Gimme Some More                                     | Extinction Level Event: The Final World Front | 2:40  |
| 15. | Party is Goin' on Over Here                         | Extinction Level Event: The Final World Front | 2:33  |
| 16. | Tear da Roof Off                                    | Extinction Level Event: The Final World Front | 3:36  |
| 17. | Get Out!!                                           | Anarchy                                       | 3:04  |
| 18. | Bladow!!                                            | Anarchy                                       | 3:40  |

### Turn It Up![3]
Albums de Busta Rhymes
Genesis
(2001) It Ain't Safe No More
(2002)
Turn It Up!: The Best of Busta Rhymes est la deuxième compilation du rappeur américain Busta Rhymes. Distribué dans le monde hors Etats-Unis, c'est une forme modifiée de Total Devastation publiée par Warner Music Group. La liste des titres ne suit pas d'ordre chronologique. La seule différence notable est la présence d'un nouveau remix du titre Turn It Up.
| No  | Titre                                               | Présent sur                                   | Durée |
| --- | --------------------------------------------------- | --------------------------------------------- | ----- |
| 1.  | Turn It Up/Fire It Up (Remix)                       | When Disaster Strikes                         | 3:54  |
| 2.  | Woo Hah!! Got You All in Check                      | The Coming                                    | 3:40  |
| 3.  | Gimme Some More                                     | Extinction Level Event: The Final World Front | 2:38  |
| 4.  | What's It Gonna Be?! (Avec Janet Jackson)           | Extinction Level Event: The Final World Front | 5:31  |
| 5.  | Dangerous                                           | When Disaster Strikes                         | 3:37  |
| 6.  | Put Your Hands Where My Eyes Could See (Avec Jamal) | When Disaster Strikes                         | 3:14  |
| 7.  | It's a Party (Avec Zhané)                           | The Coming                                    | 4:39  |
| 8.  | One (Avec Erykah Badu)                              | When Disaster Strikes                         | 4:38  |
| 9.  | Do My Thing                                         | The Coming                                    | 4:49  |
| 10. | Do the Bus a Bus                                    | Extinction Level Event: The Final World Front | 3:27  |
| 11. | Party Is Goin' On Over Here                         | Extinction Level Event: The Final World Front | 2:32  |
| 12. | Get Out!!                                           | Anarchy                                       | 3:03  |
| 13. | Sobb Story (Avec Leaders of the New School)         | A Future Without a Past...                    | 4:51  |
| 14. | Tear da Roof Off                                    | Extinction Level Event: The Final World Front | 3:36  |
| 15. | Everything Remains Raw                              | The Coming                                    | 3:40  |
| 16. | Rhymes Galore                                       | When Disaster Strikes                         | 2:33  |
| 17. | Turn It Up (Soul Society Remix Extended)            | Turn It Up (single)                           | 4:59  |